# Methylmalonazidämie mit Homocystinurie
Die Methylmalonazidämie mit Homocystinurie (MAHC) ist eine sehr seltene angeborene Stoffwechselstörung im Vitamin B12-Stoffwechsel mit den Hauptmerkmalen Blutarmut (Anämie), Gedeihstörung, Entwicklungsverzögerung, Geistige Behinderung, Krampfanfälle und im Urin Nachweis einer Methylmalonazidurie und Homocystinurie.
Synonyme sind: Kombinierter Defekt der Adenosylcobalamin und Methylcobalamin-Synthese; Methylmalonacidurie – Homocystinurie
Die Erstbeschreibung stammt aus dem Jahre 1969 durch die US-amerikanischen Ärzte S. Harvey Mudd und Mitarbeiter.

## Verbreitung
Die Häufigkeit wird mit 1 auf 67.000 Geburten angegeben, die Vererbung erfolgt autosomal-dominant oder autosomal-rezessiv.

## Ursache
Die Ursache liegt in einer gemeinsamen Störung der Synthese von Adenosylcobalamin und Methylcobalamin. Der Mangel an diesen beiden Cofaktoren führt zu einer Funktionsstörung der Methylmalonyl-CoA-Mutase und der Methioninsynthase.
Es können vier verschiedene  Komplementierungsklassen unterschieden werden.
- cblC/MAHCC, weitaus häufigste Form mit Mutationen im MMAHC[4]- oder im PRDX1-Gen[5] (digenisch) auf Chromosom 1 Genort p34.1[6]
- cblD/MAHCD, klassische Form, selten, mit Mutationen im MMADHC-Gen auf Chromosom 2 an q23.2[7][8]
- cblF/MAHCF, zweithäufigste Form, mit Mutationen im LMBRD1-Gen auf Chromosom 6 an q13[9][10][11]
- cblJ/MAHCJ, seltenste Form, mit Mutationen im ABCD4-Gen auf Chromosom 14 an q24.3[12][13][14]

## Klinische Erscheinungen
Klinische Kriterien sind:
- Megaloblasten-Anämie mit Blässe, Müdigkeit, Appetitlosigkeit und Lethargie
- Gedeihstörung
- Entwicklungsverzögerung
- Geistige Behinderung
- Krampfanfälle

Das Manifestationsalter der ersten Symptome variiert vom Säugling bis zum Erwachsenen.
Patienten mit cblC erfahren im Verlauf fortschreitende Verschlechterung der neurologischen Fähigkeiten, der Netzhaut. Zusätzlich können Mikrozephalie, Veränderungen in den Basalganglien und weitere Hirnanomalien vorliegen.
Patienten mit cblD haben ausgeprägte Lernprobleme, Verhaltensprobleme und gestörtes Gang- und Bewegungsmuster.
Bei den übrigen seltenen Formen stehen Probleme bei der Nahrungsaufnahme, Gesichtsdysmorphien, Herzfehler und Hautveränderungen im Vordergrund.

## Diagnose
Die Verdachtsdiagnose wird durch den Nachweis erhöhter Werte von Methylmalonazidurie und Homocystinurie im Urin geweckt. Bestätigt wird die Diagnose durch die Komplementierungsanalyse in Fibroblasten des Patienten oder durch den humangenetischen Nachweis der genannten Mutationen.
Vorgeburtlich kann die Diagnose durch Messung von Methylmalonat und Homocystein im Fruchtwasser und dem Urin der Mutter ab dem zweiten Schwangerschaftsdrittel und durch Untersuchungen des Cobalamin-Stoffwechsels in Fruchtwasserzellen gestellt werden. Es gibt Berichte über erfolgreiche Behandlung der Mutter mit Hydroxycobalamin.

## Differentialdiagnostik
Abzugrenzen sind:
- erworbener Vitamin-B12-Mangel
- auf Vitamin-B12 ansprechende Formen der Methylmalonazidurie
- Homozystinurie ohne Methylmalonazidurie

## Therapie
Zur Behandlung werden Betain und Folsäure eingesetzt, auch intramuskuläre Gaben von Hydroxycobalamin.

## Prognose
Treten die ersten Symptome bereits im Kindesalter auf, ist die Prognose ungünstig, bei Erwachsenen deutlich günstiger.